# Linux Journal
Linux Journal è stata una rivista di tecnologia statunitense dedicata a Linux e al mondo open source.

## Storia
Fondata nel 1994, sono stati pubblicati 208 numeri cartacei della rivista prima di passare, nell'agosto 2011, alla distribuzione esclusivamente online. A dicembre 2017 è stata annunciata la chiusura di Linux Journal, tuttavia le pubblicazioni sono riprese nel marzo 2018. Nonostante il salvataggio da parte di un provider VPN, nell'agosto 2019 ha interrotto le pubblicazioni. Nel settembre 2020 la rivista è tornata operativa in seguito all'acquisizione da parte di Slashdot Media.